# ألبرتو بينيتو
ألبرتو بينيتو (بالألمانية: Alberto Benito) (و. 1975  م) هو راكب دراجة هوائية إسباني، ولد في مدريد.

## روابط خارجية
- ألبرتو بينيتو على موقع الاتحاد الدولي للدراجات (الإنجليزية)
- ألبرتو بينيتو على موقع أرشيف الدراجات (الإنجليزية)
- ألبرتو بينيتو على موقع إحصائيات الدراجات الإحترافية (الإنجليزية)
- ألبرتو بينيتو على موقع نسبة الدراجات (الإنجليزية)